# Languedocien

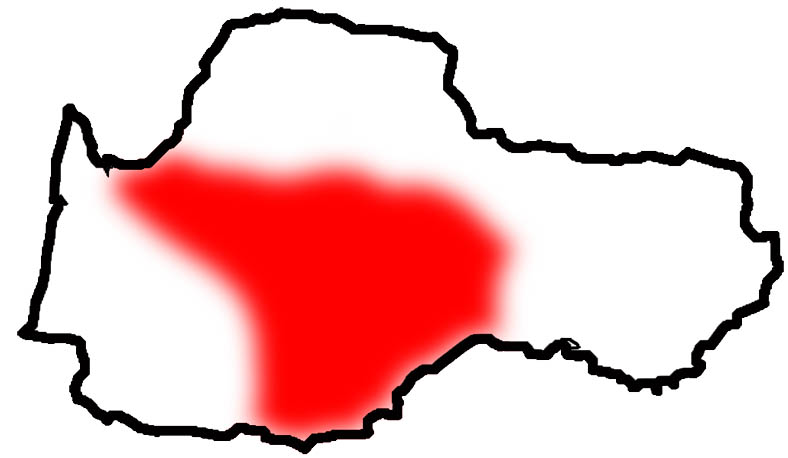
Le languedocien dans l'espace occitan

Le languedocien est un dialecte de l'occitan parlé principalement dans le Languedoc et en Guyenne,,.
Le languedocien a parfois été nommé languedocien-guyennais. Dans de rares cas, il a servi à désigner l'occitan dans son ensemble.

## Répartition géographique
Il est parlé en France :
- Dans la région Occitanie (Aveyron, Lot, Tarn, Tarn-et-Garonne sauf la Lomagne, Ariège sauf une partie occidentale (principalement le Volvestre ariégeois), Haute-Garonne sauf les arrondissements de Saint-Gaudens et de Muret, Aude, Hérault, Lozère, parties ouest et nord du Gard et Fenouillèdes), le reste de la région parlant le gascon, le provençal ou le catalan.
- Dans la région Nouvelle-Aquitaine (sud de la Dordogne, est de la Gironde, deux-tiers nord-est du Lot-et-Garonne, la frange sud de la Corrèze), le reste de la région parlant le limousin, le marchois, l'auvergnat, le gascon, le poitevin, le saintongeais ou le basque.
- Dans la région Auvergne-Rhône-Alpes (sud-ouest du Cantal[10], la moitié sud de l'Ardèche), domaine du bas-vivarois, languedocien nord-cévenol[11], le reste de la région parlant l'auvergnat ou le vivaro-alpin (pour la partie occitane), le francoprovençal ou le bourbonnais.

## Caractéristiques
Les caractéristiques principales du languedocien suivants (sans tenir compte des parlers périphériques) :
- le maintien des occlusives finales : cantat [kanˈtat] (en provençal : [kãnˈta]) ;
- le maintien du s final : los òmes [luˈzɔmes] (en limousin : [luzɔˈmej]) ;
- la chute du n final : occitan [utsiˈta] (en provençal : [usiˈtãn]) ;
- l'absence de palatalisation des groupes CA et GA : cantar, gal (en auvergnat : chantar, jal) ;
- le maintien du l final, non vocalisé : provençal (en provençal et en gascon : provençau) ;
- l'indistinction de b et v (bêtacisme) : vin [bi] (en auvergnat, limousin, provençal : [vji], [vi], [vin]).

Aucune de ces caractéristiques n’est exclusive au languedocien, qui les partage avec un ou plusieurs autres dialectes occitans, le languedocien est un dialecte à la fois central et conservateur. Pour ces raisons, certains linguistes proposent une standardisation de l'occitan à partir du languedocien,.

## Variation

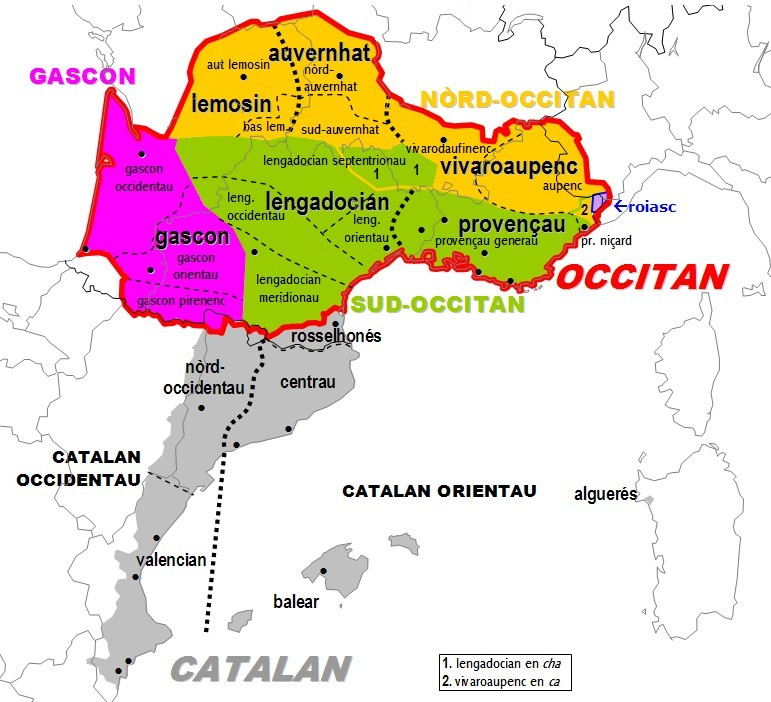
Dialectes et sous-dialectes de l'occitan selon D. Sumien

Le languedocien comporte un certain nombre de variations, dont la classification n'est pas arrêtée. 
Jules Ronjat donne trois sous-groupes :
- le languedocien oriental : alésien, montpelliérain, lodévois, biterrois (ce dernier faisant transition vers le languedocien occidental)
- le languedocien occidental : narbonnais, carcassonnais, toulousain (incluant le fuxéen et le capcinois, ce dernier considéré aujourd’hui comme étant un sous-dialecte du catalan roussillonnais), albigeois, montalbanais, agenais (ce dernier faisant transition avec le guyennais et le gascon)
- le guyennais : rouergat, gévaudanais (Lozère, Cévennes), quercinois, aurillacois, sarladais, bergeracois
- dans un paragraphe séparé[15], il classe aussi le bas-vivarois dans le languedocien

Louis Alibert, utilise pour sa part quatre subdivisions :
- oriental : cévenol, montpelliérain, biterrois
- méridional : toulousain, fuxéen, donezanais, narbonnais, "central" (carcassonais), agenais
- occidental : bergeracois, villeneuvois, sarladais, haut-quercinois, bas-quercinois, albigeois
- septentrional : aurillacois, rouergat, gévaudanais

Ces subdivisions sont reprécisées par Domergue Sumien :
- oriental : cévenol, montpelliérain,
- méridional : toulousain, fuxéen, donezanais, narbonnais, carcassonais
- occidental : bas-quercinois, albigeois, agenais, biterrois
- septentrional : bergeracois, villeneuvois, sarladais, haut-quercinois, aurillacois, rouergat, gévaudanais, bas-vivarois

Dans leur classification supradialectale de l'occitan, Pierre Bec et Domergue Sumien répartissent le languedocien en un ou deux ensembles supradialectaux :
- Pierre Bec place le languedocien méridional dans l'aquitano-pyrénéen, et le reste de l'espace languedocien dans l'occitan central
- Domergue Sumien place le languedocien méridional dans l'aquitano-pyrénéen, et le reste de l'espace languedocien dans l'occitan central, tout en regroupant les deux dans l’ensemble préibérique.

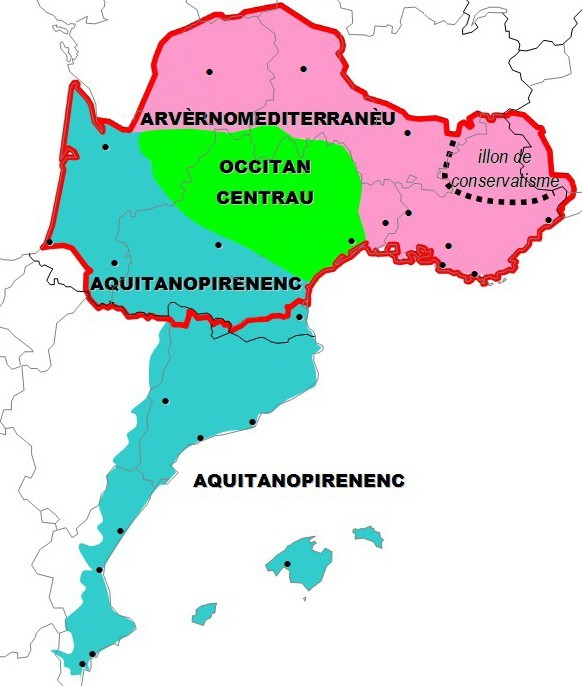
Classification supradialectale de l'occitan selon P. Bec
Classification supradialectale de l'occitan selon D. Sumien[18]

## Utilisation
En l'absence de recensement linguistique, il est difficile d'obtenir des chiffres précis sur le nombre de locuteurs. Les dernières enquêtes globales sur l'occitan donnent un nombre de locuteurs entre 500 000 et 700 000 pour l'ensemble de la langue. L'UNESCO, qui est le seul organisme à traiter indépendamment le languedocien, donne un nombre de locuteurs d'environ 500 000, et le considère comme gravement menacé.